# Ема Рейес
Ема Рейес (на испански: Emma Reyes) е  колумбийска реалистична художничка и писателка. Рейес е смятана за „кръстница“ на латиноамериканското изкуство заради начина, по който изобразява житейските си борби в своите картини. Колумбийският писател Габриел Гарсия Маркес я насърчава да пише. Известна е с мемоара си, озаглавен The Book of Emma Reyes: A Memoir.

## Биография
Ема Рейес е родена през 1919 г. в Богота. Когато е на около 6 – 7 години, майка ѝ я изоставя и Рейес и сестра ѝ са изпратени в манастир. Докато е в манастира не ѝ е позволено да общува с външния свят.
На 19 години Рейес успява да напусне манастира. Тя се омъжва и ражда дете, но при обир в дома им детето ѝ е убито. Рейес скоро бяга в Париж, където започва да рисува. През 1943 г. получава стипендия за обучение в Париж.
Голяма част от произведенията на Рейес се основават на нейния живот и препятствията, пред които е изправена, живеейки в бедност. Въпреки жестокостите, които Рейес преживява в детството си, тя се стреми да отправя положителни послания чрез творбите си, като прави цветни изображения, свързани с животни и растения. Картините ѝ са малко на брой.
Рейес никога не получава формално образование и е смятана за неграмотна. Въпреки това тя пише писма и ги събира като книга. Става по-известна с писането, отколкото с картините си.
Умира на 12 юли 2003 г. на 84-годишна възраст.

## Произведения
Много от картините на Рейес са без име. Повечето от ранните ѝ творби изобразяват живота, който е оставила зад себе си.
- „Неизвестен (Коза)“ Рейес използва живи цветове и рисува главно растения и животни. Картини като тази са правени с цветни моливи и дъска. Фонът на тази картина е пастелно жълт с пастелно зелена трева, докато има бяла крава, която пие мляко от синя кофа.
- „Фигурка“ Тази картина изобразява човешка фигура, изградена от боклук, но унищожена от злото в света.[5]
- „Горящи села“ В тази картина Рейес цели да покаже самотата в град, който е корумпиран, заобиколен от икономически проблеми, жестокост и изоставяне. Представлява борбата, пред която са изправени Рейес и сестра й.[5]
- Повечето творби на Ема Рейес се съхраняват в Есекската колекция на изкуство от Латинска Америка.[6] Нейни произведения се пазят и в Музея за изкуство и археология на Перигор.[7]

## Публикации
Преди да публикува книгата си The Book of Emma Reyes: A Memoir, Рейес не иска никакви редакции в граматиката си. Тъй като не получава образование, грешките ѝ при писане представляват борбата, през която е преминала при написването на книгата, и в допълнение свързани с трудностите, които е преживяла в детството си, като бедността. Книгата се състои от 23 писма от периода 1969 – 1997 г. Известно е, че Рейес трудно организира мислите си, когато става дума за писане, но писмата се оказват добро решение за стила ѝ.